# Защитные цвета
«Защитные цвета» (пол. „Barwy ochronne“) — польский художественный фильм, кинорежиссёра Кшиштофа Занусси. Премьера фильма состоялась 28 января 1977 года. Кинокомедия с элементами психологической драмы.

## Сюжет
Действие фильма происходит в летнем лагере студентов-филологов. В центре сюжета — нравственный поединок идеалиста-романтика, ассистента Ярослава (Пётр Гарлицкий) и циничного карьериста, доцента Якуба (одна из лучших ролей Збигнева Запасевича). Однако, как и во всех фильмах Занусси 60-х — 70-х годов, в «Защитных цветах» отсутствует назидательность. Временами смахивающий на Мефистофеля, непрестанно провоцирующий окружающих Якуб в конце концов доводит своего оппонента до буйно-агрессивного состояния и тем самым вскрывает границы идеализма, не подкреплённого божественным началом.

## В ролях
- Пётр Гарлицкий — Ярослав Крушинский
- Збигнев Запасевич — Якуб Шелестовский
- Кристина Пауль-Подляски — Нелли, студентка
- Мариуш Дмоховский — Болеслав, проректор
- Эугениуш Привезенцев — Конрад Рачик, студент из Торуня
- Магдалена Завадзка — Мариола, жена проректора
- Ивона Слочиньская — Аня
- Мечислав Хрыневич — студент
- Йоанна Пакула — студентка
- Мариан Глинка — руководитель центра

## Художественные особенности
«Защитные цвета» содержат достаточно острую для своего времени социальную сатиру: конкурс студенческих работ, где первенство определяется на основе конъюнктурных критериев; проректор, присвоивший себе результаты научных исследований своего подчинённого; торжество бюрократии и так далее.

## Награды
В 1977 году картина получила ряд призов на национальном фестивале игрового кино в Гданьске: Большой приз за лучший фильм, приз за лучшую мужскую роль Збигневу Запасевичу, приз за лучший сценарий Кшиштофу Занусси. Кроме того, на международном кинофестивале в Тегеране фильму был присуждён «Золотой козерог» за лучшую режиссуру, а в 1978 году Пётр Гарлицкий был удостоен приза «Золотая камера» (учреждён польским еженедельником «Фильм») за лучший дебют.